# Karl Heitmüller

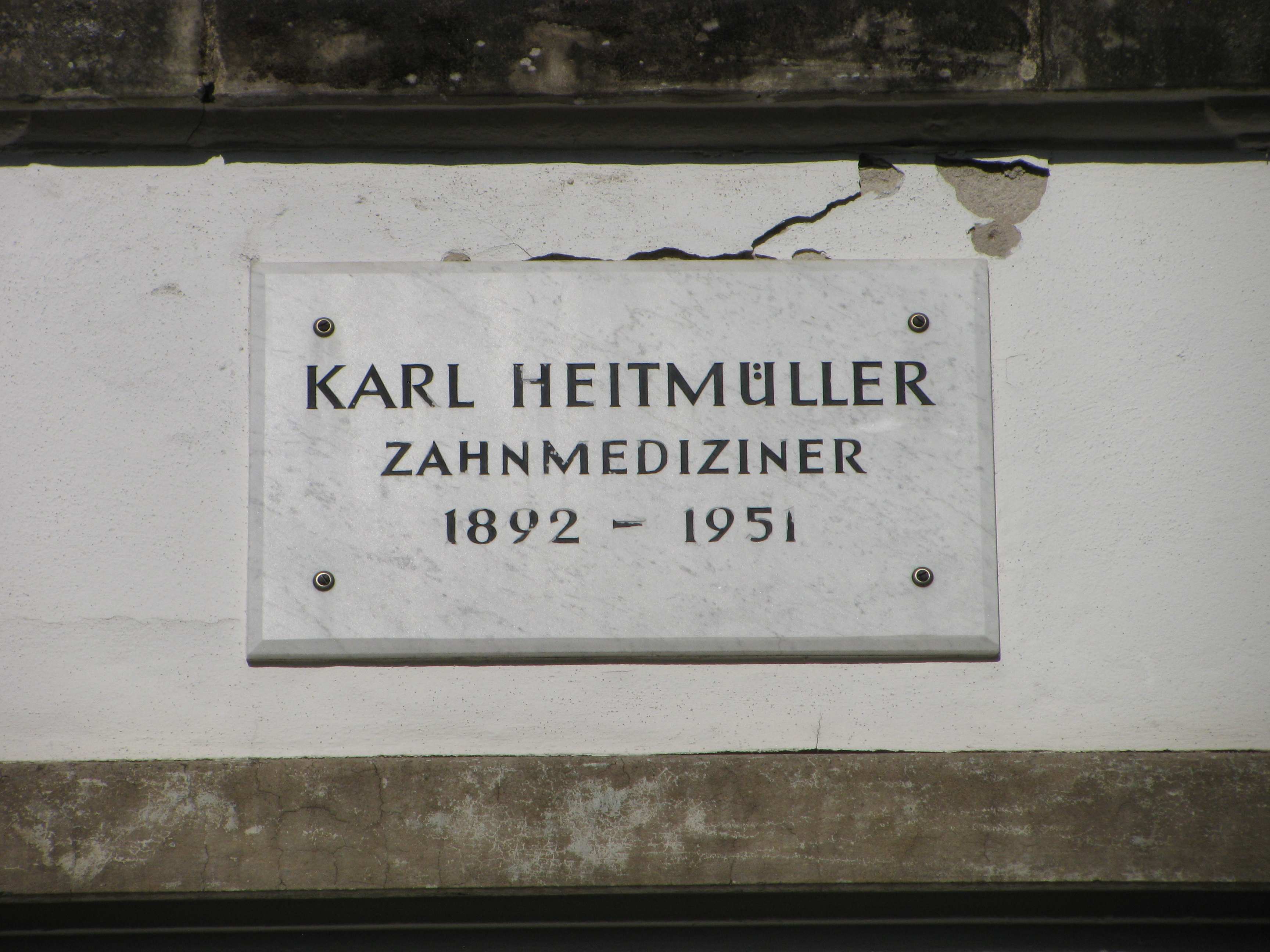
Gedenktafel am Theaterplatz in der Innenstadt Göttingens

Karl Georg Hermann Heitmüller (* 30. August 1864 in Klein Pallubin, Kreis Berent (Westpreußen); † 28. Januar 1951 in Göttingen) war ein deutscher Zahnmediziner und einer der Gründer der Zahnmedizinischen Fakultät an der Georg-August-Universität Göttingen.

## Leben

### Studium und Beruf
Heitmüller studierte von 1884 bis 1886 Medizin in Göttingen und wechselte dann an die Universität Berlin, wo er sich auf Zahnmedizin spezialisierte. Während seines Studiums wurde er Mitglied im Göttinger Wingolf. Nach dem Staatsexamen 1887 kehrte er nach Göttingen zurück und eröffnete hier eine Praxis, die seit 1892 am Theaterplatz zu finden war. Im Jahr 1890 hat er in Philadelphia, USA zum Doctor of Dental Surgery promoviert. Seine Habilitation scheiterte 1892 an der fehlenden ärztlichen Approbation. 1894 wurde er zum unbesoldeten Lehrer der Zahnheilkunde an der Universität Göttingen ernannt. Er erweiterte seine Praxis mit eigenen Mitteln zum Lehrinstitut und bekam 1908 das persönliche Prädikat Professor zugesprochen. 1920 übernahm er dann die Leitung des 1919 gegründeten zahnärztlichen Instituts. 1951 starb er in Göttingen und wurde auf dem Stadtfriedhof beigesetzt.

### Bedeutung für die Zahnmedizin
Heitmüller gehört einer Generation von Zahnmedizinern an, die oft vergeblich um akademische Anerkennung kämpfte. Für Göttingen leistete er Ende des 19. Jahrhunderts die erste Pionierarbeit für das Zahnärztliche Institut, das erst in den 1920er Jahren weithin anerkannt wurde, als etwa Hermann Euler nach Göttingen kam. Heitmüllers Widersacher an der medizinischen Fakultät waren u. a. Max Runge und Wilhelm Ebstein. Als Heitmüller am 15. Oktober 1899 die Mitglieder der Medizinischen Fakultät einlud, seine selbstfinanzierte Poliklinik in einer Göttinger Villa zu besichtigen, folgten nur zwei ungenannt gebliebene Fakultätsmitglieder der Einladung. Die Kritik der Fakultät basierte vor allem auf den als überzogen betrachteten Geldforderungen Heitmüllers.

## Ehrungen
- Göttinger Gedenktafel an seinem Wohnhaus am Theaterplatz 7, Göttingen